# Christoffer Ribbing
Christoffer Ribbing, född 22 januari 1583 i Öggestorps socken, död 1655, var en svensk adelsman och ståthållare.

## Biografi
Christoffer Ribbing föddes 12 januari 1583 på Ulvsnäs i Öggestorps socken. Han var son till Peder Ribbing och Brita Eriksdotter Ulfsparre af Broxvik. Han blev 1594 småsven hos Hertig Karl av Södermanland. Ribbing följde med ett av Holsteinska sändebuden till Tyskland på Kristi himmelsfärdsdag 1600. Han fick vid arvsfördelningen 1617 mellan honom och hans syskon på sin lott Ulvsnäs, Sjögeryd, Krytekvarn, Funnaryd och Möndals kvarn. År 1619 blev han assessor i Svea hovrätt. Ribbing blev 1620 ståthållare på Kalmar slott och över Kalmar slottslän. Han introducerades på ättens vägnar som nummer 15. År 1626 blev han ståthållare på Kronobergs slott och över Kronobergs slottslän. Han sade upp sig från tjänsten 1628. År 1627 och 1628 skrev han under riksdagsbesluten. Ribbing fick 1643 kungliga regerings tillstånd att anlägga en kyrka i Trehörna som sedermera blev Trehörna kyrka. Det bekräftades 1652 av Drottning Kristina. Ribbing avled 1655.

### Egendom
Ribbing ägde gårdarna Ulvsnäs i Öggestorps socken, Trehörna säteri i Trehörna socken och Attorp i Ryda socken.

### Familj
Ribbing gifte sig första gång med Anna Cruus. De fick tillsammans barnen Pehr (1615–1648). Ribbing gifte sig andra gången med Estrid Oxehufwud. Hon var dotter till ståthållaren Olof Andersson Oxehufwud och Kjerstin Månsdotter Stierna. De fick tillsammans barnen Olof (1617–1637), Arvid (1620–1678) och Märta.